# Cold as Christmas (in the Middle of the Year)
Cold as Christmas (in the Middle of the Year) è un brano pop scritto ed interpretato dall'artista britannico Elton John; il testo è di Bernie Taupin.

## Il brano
Proveniente dall'album del 1983 Too Low for Zero (ne costituisce la prima traccia), si presenta come una canzone di stampo pop; mette in evidenza la Elton John Band (formata dal bassista Dee Murray, dal batterista Nigel Olsson e dal chitarrista Davey Johnstone, presenti anche ai cori), come tutte le altre canzoni del disco. Questo brano in particolare vede però la partecipazione del percussionista Ray Cooper, di Kiki Dee ai cori e di Skaila Kanga all'arpa (quest'ultima è una collaboratrice di vecchia data di Elton, in quanto aveva già suonato lo stesso strumento nell'album del 1970 Elton John). Il testo di Bernie significa letteralmente Freddo Come A Natale (A Metà Dell'Anno); quando Taupin lo scrisse, pensava ad una ballata in stile country e fu sorpreso dalla musica scelta da Elton e dall'interpretazione finale del brano.
Cold as Christmas faceva parte della scaletta del famoso concerto australiano del 14 dicembre 1986; la rivista Stereoplay (n° 110) cita la canzone come esempio della rinnovata ispirazione di Elton. Per AllMusic Guide, essa richiama alla mente la celeberrima Goodbye Yellow Brick Road; il brano viene citato anche dalla rivista Rolling Stone.
Cold as Christmas non fu mai pubblicata come singolo negli Stati Uniti, mentre nel Regno Unito fu distribuita dopo Kiss the Bride e raggiunse una #33. Il brano fu pubblicato anche in Australia.